# Молочай дрібноцвітий
Молочай дрібноцвітий, молочай дрібносмоковник як Euphorbia chamaesyce і молочай марсельський як Euphorbia massiliensis (Euphorbia chamaesyce) — вид трав'янистих рослин з родини молочайні (Euphorbiaceae), поширений у Північній Африці і Євразії від Португалії до Західного Сибіру й Пакистану.

## Опис
Однорічна рослина 4–25 см. завдовжки. Рослина гола або волосиста, з малим стрижневим коренем. Стебла лежаче-розлогі, гіллясті. Листки дрібні, протилежні, черешкові. Квітки дрібні, пахвові, поодинокі. Коробочка мала, (ледь 2 мм), гола або волосиста. Насіння крихітне. Листки від асиметрично субокругло-яйцюватих до яйцювато-довгастих, 1–11 × 1–6 мм.
Період цвітіння: червень — жовтень.

## Поширення
Поширений у Північній Африці і Євразії від Португалії до Західного Сибіру й Пакистану.
В Україні вид зростає на полях і відкритих засолених місцях — на півдні Степу і в Криму.